# Taufbecken (Hautmont)

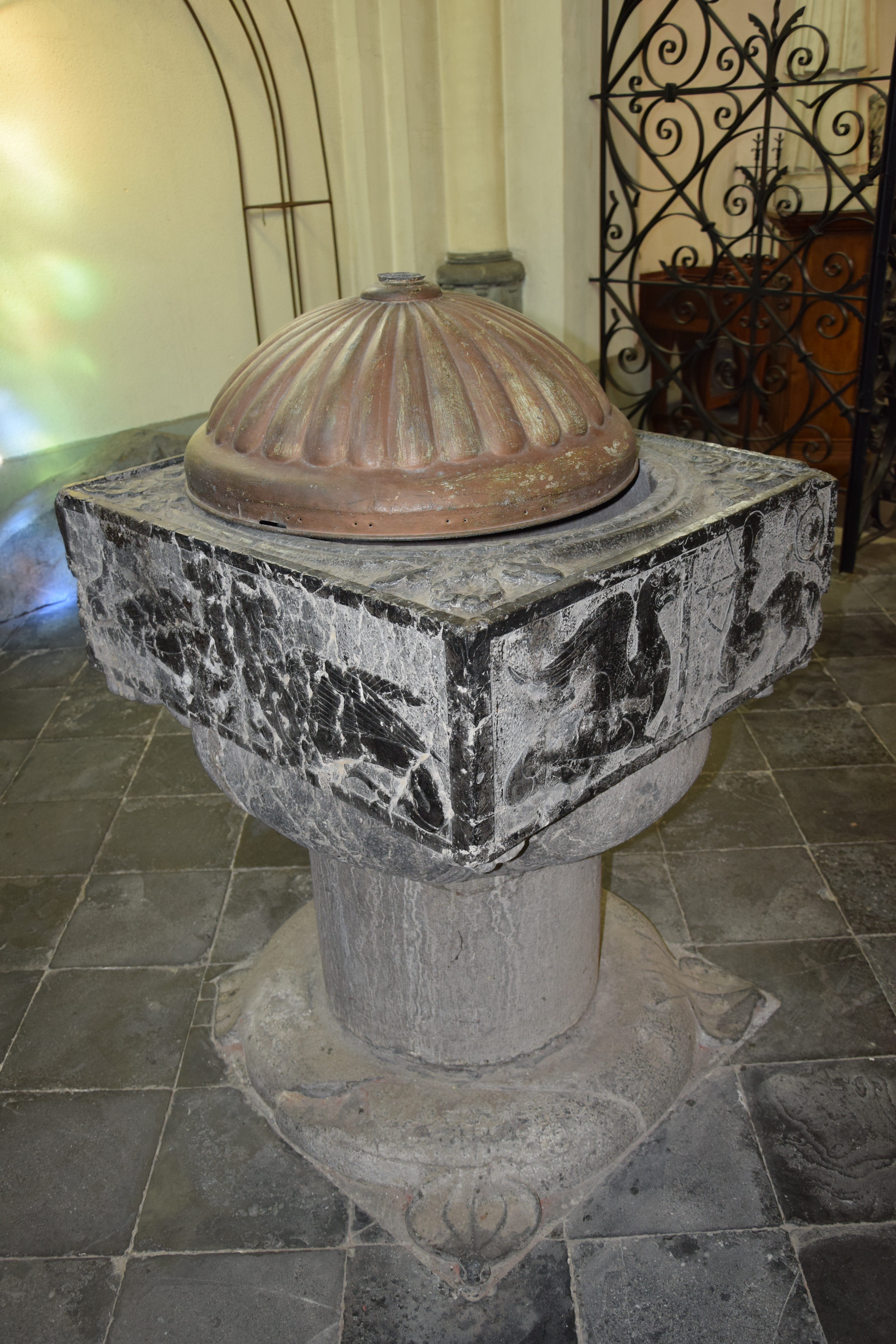
Taufbecken in Hautmont

Das Taufbecken in der katholischen Kirche Notre-Dame de l’Assomption in Hautmont, einer französischen Gemeinde im Département Nord in der Region Hauts-de-France, wurde im 12. Jahrhundert geschaffen. Im Jahr 1922 wurde das Taufbecken im Stil der Romanik als Monument historique in die Liste der denkmalgeschützten Objekte (Base Palissy) in Frankreich aufgenommen.
Das Taufbecken aus Blaustein, das sich ehemals in der Kirche St-Marcel befand, steht auf einer breiten Säule mit rechteckiger Basis, die vier Eckblätter hat. Das runde Becken ist in einen quadratischen Steinblock eingearbeitet, der an allen vier Seiten mit Reliefs geschmückt ist. An einer Seite stehen sich ein Pferd und ein Tiger gegenüber und an einer anderen Seite zwei Drachen. Die anderen zwei Seiten sind mit Lilien und Akanthusblättern verziert.
Die godronierte Abdeckung ist aus späterer Zeit.